# Lompoe
De lompoe  (Batrachoides surinamensis) is een straalvinnige vis uit de familie van kikvorsvissen (Batrachoididae), orde Batrachoidiformes, die voorkomt in het westen en het zuidwesten van de Atlantische Oceaan.

## Beschrijving
Batrachoides surinamensis kan maximaal 57 centimeter lang en 2300 gram zwaar worden. De vis heeft twee rugvinnen (drie stekels en 28-30 vinstralen) en één aarsvin met 25-27 vinstralen. 

## Leefwijze
Batrachoides surinamensis is een zout- en brakwatervis die voorkomt in tropische wateren. De soort is voornamelijk te vinden in kustwateren op een diepte van maximaal 36 meter. Het dieet van de vis bestaat hoofdzakelijk uit macrofauna en vis.

## Relatie tot de mens
Batrachoides surinamensis is voor de visserij van aanzienlijk commercieel belang. De soort staat niet op de Rode Lijst van de IUCN. De vis wordt in vrij kleine aantallen in de kustwateren van Suriname aangetroffen.